# Антонио Касано
Антонио Касано (на италиански Antonio Cassano) е италиански футболист. Наричан е от пресата в Италия „Питър Пан“ и „Фантантонио“.

## Състезателна кариера
Роден и отраснал в Бари, Касано започва да тренира футбол в най-ранна възраст. Талантът му е забелязан от емисари на Бари и е привлечен в младежката формация на клуба. Прави своя дебют за мъжкия състав в Серия А в регионалното дерби срещу Лече през 1999 година.
През 2001 г. деветнадесетгодишен Антонио Касано преминава в шампиона на Серия А за същата година отбор на Рома за трансферната сума от € 28 милиона. Известен с буйния си нрав и невъздържан характер, младият футболист не успява да се наложи при трима треньори (Фабио Капело, Руди Фьолер и Луиджи Дел Нери), и влиза предимно като резерва на капитана Франческо Тоти. В титулярния състав го връща новия треньор Бруно Конти, който му дава да носи капитанската лента в отсъствието на Тоти.
През сезон 2005 – 06 Антонио е в постоянен конфликт с ръководството на клуба, след като отказва да поднови договора си, изтичащ на 30 юни 2006 година. През януари 2006 г. подписва с Реал Мадрид.
Антонио Касано става вторият италиански футболист на Реал Мадрид след бившия състезател на Рома Кристиан Панучи.
Прави дебют за „кралския клуб“ на 18 януари 2006, в мач за Купата на Краля срещу Бетис и вкарва първия си гол само три минути след влизане в игра през втората половина на срещата.
Въпреки това, само след четири месеца от престоя си в клуба, поради лоши хранителни навици започва да увеличава теглото си, което му довежда финансови санкции и изваждане от първия състав.
На 30 октомври Официалният сайт на Реал, обвинява Касано в „неуважение“ към клуба и треньора Капело. Ръководството на отбора го поставя в трансферната листа заедно с Дейвид Бекъм и Роналдо. Английския Манчестър Сити му отправя оферта за около £ 3 милиона на сезон, но Касано отказва. Вместо това избрира да се завърне в Италия и подписва със Сампдория. На 13 август 2007 г. Сампдория взимат Касано за една година под наем, а футболиста се съгласява на годишна заплата от € 1,2 млн., вместо получаваните в Мадрид € 4,2 млн. евро. Пет дни по-късно официално е представен пред 2500 фенове на Дория.
През 2008 година договорът на Антонио Касано с мадридчани е прекратен и футболиста става свободен агент. Тогава подписва договор със Сампдория. В контракта обаче има определени клаузи. Самп. ще трябва да заплати 7 млн. евро, ако реши да продаде Касано в следващата една година. Ако се стигне до негова продажбата в някоя от следващите три години, сумата намалява до 5 млн. евро.

## Национален отбор
Антонио Касано прави дебют за Националния отбор през ноември 2003 г. срещу Полша, в който отбелязва и първия си гол. Той е част и от отбора на „Скуадра адзура“ за Евро 2004, където отново е резерва на Тоти. В предварителната група на европейското в Португалия капитанът на Рома наплюва три пъти в лицето Кристиан Поулсен от Дания. УЕФА го наказва за 3 мача по видеозапис. Това е и часът на Касано. Започва титуляр във втория мач срещу Швеция и бележи за крайното 1:1.
Носи победата за „Скуадра“ в третия мач, като отбелязва победното попадение в 90+4 минута за крайното 2:1 над България. В крайното класиране Швеция, Дания и Италия завършват с равен брой точки (по 5), но италианците отпадат с по-лоша голова разлика. Взима участие и във всичките срещи за Националния отбор на Евро 2008, където „адзурите“ отпадат на 1/4 финала от бъдещия европейски шампион Испания с 2:4 след изпълнение на дузпи. (в редовното време 0:0).

## Успехи
Рома
- Суперкупа на Италия – 2001

 Реал Мадрид
- Примера Дивизион – 2006 – 07

 Милан
- Серия А – 2010 – 11